# 戴淵
戴淵（たい えん、生年不詳 - 322年6月24日）は、中国の晋代の官僚・軍人。『晋書』では、唐の高祖李淵の諱を避けて、字の若思で表記された。本貫は広陵郡。

## 経歴
呉の太尉・西晋の会稽郡太守の戴昌の子として生まれ、弟に戴邈がいた。若い頃は遊侠を好んで、品行にこだわらなかった。呉の滅亡後、陸機が洛陽に赴く際、戴淵は仲間とともに陸機の船を襲撃した。戴淵は岸に登り、あぐらをかいて集団を指図し、その指揮はみな的確であった。陸機はこれを見て感心して、小船の屋上に上がり、「卿の才器はかくの如し。すなわちまた劫をなすか」と叫んだ。戴淵は感激して剣を投げ捨て、陸機と語り合い、交友するようになった。
戴淵は後に孝廉に挙げられ、洛陽に入ると、陸機の推挙で趙王司馬倫に召し出された。沁水県令に任じられたが赴任せず、武陵郡にいた父のもとを訪れた。武陵郡の潘京が人物鑑識眼で知られていたため、戴昌が戴淵に潘京と面会させると、戴淵には公輔の才があると称された。戴淵は東海王司馬越の下で軍諮祭酒となり、豫章郡太守に任じられた。振威将軍の号を加えられ、義軍都督を兼ねた。反乱を討った功績により、秣陵侯の爵位を受けた。治書侍御史・驃騎司馬に転じ、散騎侍郎の位を受けた。
戴淵は琅邪王司馬睿に召し出されて鎮東右司馬となった。杜弢の乱を討つべく、前将軍の号を加えられたが、出征する前に杜弢が滅んだ。司馬睿が晋王となると、戴淵は尚書となった。東晋が建てられると、戴淵は中護軍とされ、護軍将軍・尚書僕射に転じたが、いずれも受けなかった。大興4年（321年）、征西将軍・都督兗豫幽冀雍并六州諸軍事・仮節に任じられ、散騎常侍の位を加えられた。出世を求める官員1000人を軍吏とし、揚州の百姓家奴1万人を兵として徴発し、散騎常侍の王遐を軍司として、寿陽に駐屯した。
永昌元年（322年）、戴淵が合肥に入ると、王敦が挙兵したため、建康に引き返すよう元帝（司馬睿）の命令が届いた。戴淵は驃騎将軍に進み、右衛将軍の郭逸とともに大桁の北に塁を築いた。ほどなく石頭城が失陥したため、戴淵は官軍の諸軍とともに石頭城を攻撃したが、官軍は敗北した。戴淵は元帝の命を受けて公卿百官とともに石頭城に赴いて王敦と会見した。王敦がこの挙兵を天下がどう評価するだろうかと戴淵に訊ねると、戴淵は「形を見る者これ逆と謂い、誠を体する者これ忠と謂わん」と答えたので、王敦は「卿は能言と謂うべし」と言って笑った。王敦の参軍の呂猗は文才があり、かつて台郎をつとめていたが、戴淵は呂猗のこびへつらう性格を憎んでおり、呂猗もまたそのことを深く恨んでいた。そのため呂猗が「将来の憂いとなるのみ」と王敦に耳打ちすると、王敦も肯いた。王敦は鄧嶽と繆坦を派遣して、戴淵を逮捕し殺害した。後に王敦の乱が平定されると、戴淵は右光禄大夫・儀同三司の位を追贈された。諡は簡といった。

## 伝記資料
- 『晋書』巻69 列伝第39